# 부계 거주
사회 인류학에서, 부계 거주(patrilocal residence, virilocal residence) 또는 부계 지역성(patrilocality, virilocality)은 결혼한 부부가 남편의 부모와 함께 또는 그 근처에 거주하는 사회 시스템을 지칭하는 용어이다. 위치 개념은 마을, 도시 또는 일족 영토와 같은 더 넓은 지역으로 확장될 수 있다. 이 관행은 인류학적으로 기술된 세계 현대 인간 문화의 약 70%에서 발견되었다. 부계 지역에 대한 고고학적 증거는 스페인의 네안데르탈인 유해와 아프리카의 고대 호미니드에서도 발견되었다.

## 다른 동물과의 비교
침팬지와 보노보는 사춘기 암컷이 새로운 무리로 이동하여 부계 거주 형태를 보인다. 미토콘드리아 DNA (mtDNA)와 Y 염색체 차이 분석 결과,
호모 사피엔스 사회의 많은 집단에서 부계 지역성 양식이 나타난다. mtDNA는 모계 유전인데 집단간 유전 다양성 높고, Y‑염색체는 부계 유전인데 다양성이 낮다. 이 때문에 남성이 현 집단에 남고, 여성이 다른 집단에서 유입되었다고 해석된다.
호모 사피엔스도 일부 부족은 모계 지역성을 띤다.

## 네안데르탈인과 초기 호미닌
이러한 관습이 일부 네안데르탈인 집단에서도 널리 퍼져 있었다는 주장이 있다. 2010년 스페인에서 4만 9천 년 된 무덤이 발견되었는데, 이 무덤에는 서로 친척 관계인 남성 세 명과 서로 친척 관계가 아닌 여성 세 명이 함께 묻혀 있었는데, 이는 이들이 남성의 배우자였음을 시사한다.
2011년 치아의 스트론튬 동위원소 비율을 이용한 연구에 따르면, 약 200만 년 전 남아프리카의 오스트랄로피테쿠스와 파란트로푸스 로부스투스 집단에서 여성이 남성보다 출생지에서 더 멀리 떨어진 곳에 정착하는 경향이 있었음이 밝혀졌다.
2022년, 남부 시베리아 알타이 산맥의 중기 구석기 시대 유적지 두 곳(차기르스카야 동굴에서 11명, 오클라드니코프 동굴에서 2명)에서 발굴된 네안데르탈인 13명의 데이터를 분석한 연구에서 어머니가 자녀에게 물려주는 미토콘드리아 DNA를 분석하고, 아버지가 물려주는 Y 염색체와 비교했다. 연구진은 미토콘드리아 DNA에서 더 많은 유전적 다양성을 발견했는데, 이는 여성이 남성보다 공동체를 더 많이 이동했을 가능성을 시사하는데, 아마도 배우자를 선택할 때였을 가능성이 있다.

## 매매혼
매매혼(賣買婚)이란 신랑이 신부의 집안에 재물을 줌으로써 성립하는 혼인의 형태 및 제도이다. 이때 재물은 꼭 혼인 전에 치르지는 않고, 혼인한 뒤에 치를 수도 있다. 현대에는 인신매매로 여겨지기도 하나 과거의 매매혼은 사회적 맥락에서 볼 때 인신매매라는 의미는 약하고 오히려 여성의 노동력에 대한 보상이라는 의미가 강하였다.
한편 노역혼(勞役婚)이라는 제도도 있는데, 이는 남자가 여자의 집안을 위하여 일정 기간 일을 함으로써 혼인을 허락 받는 형태이다. 구약성경에서 야곱이 외삼촌 라반의 집에서 일을 하고 결혼한 일도 일종의 노역혼이다. 노역혼은 봉사혼(奉仕婚) 또는 복역혼(服役婚)으로 부르기도 한다.

### 매매혼의 역사
한국사에서는 옛날 옥저에서 민며느리제 또는 한자로 예부제(豫婦制)라고 하는 매매혼 전통이 있었다. 이는 장래에 혼인할 것을 약속하면, 여자가 어렸을 때(10세 때) 남자 집(서가(壻家))에 가서 성장한 후에 남자가 예물을 치르고 혼인을 하는 제도이다.
전근대 중국에는 동양식(童養媳)이라고 하는 민며느리제와 유사한 중매 결혼 전통이 있었다. 외국에는 호키엔어 표현에서 따온 심푸아(Shim-pua, 媳婦仔)라는 이름으로도 알려졌다. 이 전통은 1950년대를 지나 거의 사라졌다.

## 같이 보기
- 모계거주
- 중매 결혼
- 정략 결혼
- 어린이 결혼
- 새 위치 거주
- 신부 사기